# 世界民主青年連盟
世界民主青年連盟（せかいみんしゅせいねんれんめい、英語: World Federation of Democratic Youth、WFDY）は、1945年に結成された共産主義青年の国際組織。略称世界民青連。世界民主主義青年連盟と呼ばれることもある。資本主義国(西側諸国)国籍者を含め、ソ連崩壊(冷戦崩壊)まではソ連派が占めた組織である。

## 概要
国際連合に認定された非政府組織（NGO）であり、経済社会理事会および国連の招集する各種会議にオブザーバーとして参加し、理事会への仮議題提案権を持つ一般協議資格を有している。
2003年の時点で、103の国と地域から162の団体が加盟しており、資本主義国国民を含む社会主義、共産主義を志向する青年学生団体である。本部はブダペストに置かれている。
日本では、旧日本社会党の日本社会主義青年同盟、北朝鮮派在日朝鮮人の在日本朝鮮青年同盟の2団体が加盟している。かつては日本共産党の日本民主青年同盟も加盟していたが、2020年2月時点で、世界民青連から既に脱退していることが明かされている。日本共産党議員の笠井亮は、29歳の時に1982年から世界民主青年連盟の本部があるハンガリーのブダペストに派遣され、日本民主青年同盟の代表（中央常任委員・国際部長）として3年間赴任した。この際に組織の主流派であるソ連派から、非ソ連派だったことで総攻撃を受けている。
世界青年学生祭典をはじめとする各種集会・会議の開催、国際会議への参加、出版物の発行、声明の発表、各種抗議行動、世界各国へ代表団派遣など、国際青年学生運動発展のための活動を世界規模で行なっている。

## 沿革

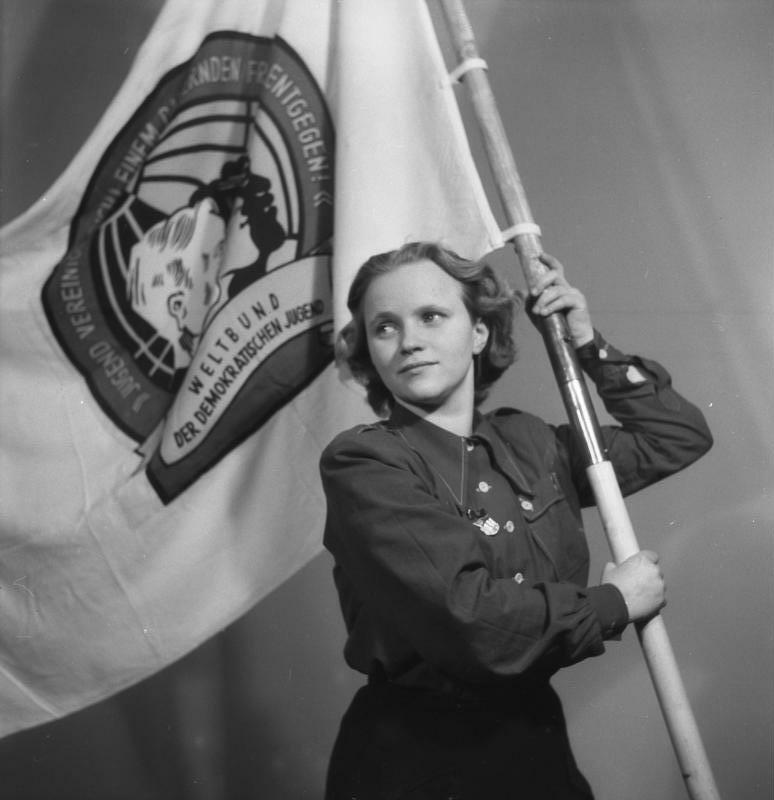
世界民青連の旗を持つ女性。1950年。

1945年11月、世界63か国の青年代表が参加する第1回世界青年大会がロンドンで開かれ、「世界中の平和・自由・民主主義・平等・独立」の目標を掲げて、世界民主青年連盟が結成された。 
1949年、冷戦の激化のもとで分裂。同年8月、アメリカ・イギリスなどの青少年団体は、37か国の代表を集めてブリュッセルで世界青年会議 (WAY) を結成した。世界民青連第2回大会は、同年9月ブダペストで開かれた。
1953年7月25-30日、ブカレストで第3回総会。106か国から1500人が参加。
1999年、キプロスで第15回総会
2003年3月4-7日、ハバナで第16回総会。70の国と地域から約150人が参加。
2007年、ハノイで第17回総会。
2011年11月9-12日、第18回総会がリスボンで開催され、パレスチナ・西サハラ・キューバ・ミャンマーにおける反帝国主義闘争への国際連帯が呼びかけられた。
2015年11月、第19回総会がハバナで開催され、シリアやパレスチナをはじめ中東における反帝国主義闘争への連帯が呼びかけられた。議長にキプロス統一民主青年機構（EDON）、書記長にキューバ共産主義青年同盟（UJC）を選出。
2019年12月、第20回総会がキプロスの首都ニコシアで開催され、議長にスペイン共産主義青年同盟が選出された。

## 加盟団体

### アフリカ
| 国名             | 団体名                                       | 特記事項                                     | 脚注  |
| ---------------- | -------------------------------------------- | -------------------------------------------- | ----- |
| アンゴラ         | アンゴラ解放人民運動青年部                   |                                              | [ 9 ] |
| ベナン           | ベナン革命青年機構                           |                                              |       |
| ベナン           | ベナン独立社会主義青年連合                   |                                              |       |
| ブルンジ         | ブルンジ・ルワガソレ革命青年団               |                                              |       |
| カーボベルデ     | カーボベルデ独立アフリカ党青年部             |                                              |       |
| コモロ           | 社会主義青年戦線                             |                                              |       |
| コンゴ共和国     | コンゴ社会主義青年連合                       | コンゴ労働党系青年団体                       |       |
| コンゴ民主共和国 | 再建民主人民党青年同盟                       |                                              |       |
| エリトリア       | エリトリア青年学生全国連合                   |                                              | [ 9 ] |
| エチオピア       | エチオピア青年同盟                           |                                              | [ 9 ] |
| ガーナ           | ガーナ民主青年同盟                           |                                              |       |
| ガーナ           | アフリカ青年指導委員会                       |                                              |       |
| ギニアビサウ     | アミルカル＝カブラル・アフリカ青年団         | ギニア・カーボベルデ独立アフリカ党系青年団体 |       |
| マダガスカル     | マダガスカル民主青年委員会                   |                                              |       |
| マラウイ         | 社会経済開発青年同盟                         |                                              |       |
| モザンビーク     | モザンビーク青年機構                         | モザンビーク解放戦線系青年団体               | [ 9 ] |
| ナミビア         | 南西アフリカ人民機構青年同盟                 |                                              |       |
| ナミビア         | ナミビア全国学生機構                         |                                              |       |
| ナイジェリア     | ナイジェリア全国青年協議会                   |                                              |       |
| ナイジェリア     | オゴニ人民全国青年協議会                     |                                              |       |
| セネガル         | 民主青年運動                                 | 民主連盟・労働党建設運動系青年団体           |       |
| セネガル         | アルブリ・ンジャイ民主青年連合               | 独立労働党系青年団体                         |       |
| 南アフリカ       | アフリカ民族会議青年同盟                     |                                              | [ 9 ] |
| 南アフリカ       | 南アフリカ学生会議                           |                                              |       |
| 南アフリカ       | 南アフリカ共産主義青年同盟                   | 南アフリカ共産党系青年団体                   |       |
| スーダン         | スーダン青年連合                             | スーダン共産党系青年団体                     |       |
| タンザニア       | 青年連合                                     | タンザニア革命党系青年団体                   | [ 9 ] |
| 西サハラ         | サハラ青年連合                               | ポリサリオ戦線系青年団体                     | [ 9 ] |
| ザンビア         | 統一民族独立党青年同盟                       |                                              |       |
| ジンバブエ       | ジンバブエ・アフリカ民族同盟愛国戦線青年同盟 |                                              | [ 9 ] |
| ジンバブエ       | ジンバブエ学生自治会会議                     |                                              |       |

### アジア・太平洋
| 国名                   | 団体名                               | 特記事項                                             | 脚注   |
| ---------------------- | ------------------------------------ | ---------------------------------------------------- | ------ |
| オーストラリア         | レジスタンス・青年社会主義者連盟     | 社会主義者連盟系青年団体                             |        |
| バングラデシュ         | 社会主義学生戦線                     | バングラデシュ社会党系学生団体                       |        |
| バングラデシュ         | バングラデシュ学生連合               |                                                      |        |
| バングラデシュ         | バングラデシュ青年連合               | バングラデシュ共産党系青年団体                       | [ 9 ]  |
| ブータン               | ブータン民主青年団                   | ブータン民族民主党系青年団体                         |        |
| ブータン               | ブータン学生連合                     |                                                      |        |
| インド                 | 全インド学生連合会                   | インド共産党系学生団体                               |        |
| インド                 | 全インド青年連合会                   | インド共産党系青年団体                               | [ 9 ]  |
| インド                 | インド学生連合会                     | インド共産党マルクス主義派系学生団体                 |        |
| インド                 | インド民主青年連合会                 | インド共産党マルクス主義派系青年団体                 |        |
| インド                 | 全インド青年同盟                     | 全インド前進同盟系青年団体                           |        |
| イラン                 | トゥーデ青年機構                     | トゥーデ党系青年団体                                 | [ 10 ] |
| 日本                   | 日本社会主義青年同盟                 | 社会主義協会系青年団体                               | [ 9 ]  |
| 日本                   | 在日本朝鮮青年同盟                   | 在日本朝鮮人総聯合会系青年団体                       |        |
| 朝鮮民主主義人民共和国 | 社会主義愛国青年同盟                 | 朝鮮労働党系青年団体                                 | [ 9 ]  |
| 韓国                   | 韓国大学総学生会連合                 |                                                      |        |
| ラオス                 | ラオス人民革命青年団                 | ラオス人民革命党系青年団体                           |        |
| ミャンマー             | 全ビルマ学生民主戦線                 |                                                      |        |
| ミャンマー             | 全ビルマ学生連盟                     |                                                      |        |
| ネパール               | ネパール青年連盟                     | ネパール共産党統一マルクス・レーニン主義派系青年団体 |        |
| ネパール               | 全ネパール民族自由学生連盟           | ネパール共産党統一マルクス・レーニン主義派系学生団体 | [ 9 ]  |
| パキスタン             | 民主学生連合会                       | パキスタン共産党系青年団体                           |        |
| フィリピン             | アナクバヤン                         | 新民族主義者同盟青年共闘組織                         |        |
| スリランカ             | 共産主義青年連合会                   | スリランカ共産党系青年団体                           |        |
| スリランカ             | スリランカ全国学生連盟               | スリランカ共産党系学生団体                           |        |
| スリランカ             | 全スリランカ(セイロン)青年団体連合会 | 人民統一戦線系青年団体                               |        |
| スリランカ             | 社会主義学生連盟                     | スリランカ人民解放戦線系学生団体                     | [ 9 ]  |
| スリランカ             | 社会主義青年連盟                     | スリランカ人民解放戦線系青年団体                     |        |
| ベトナム               | ホーチミン共産青年同盟               | ベトナム共産党系青年団体                             | [ 9 ]  |
| ベトナム               | ベトナム青年連合会                   |                                                      |        |

### ヨーロッパ・北アメリカ
| 国名             | 団体名                                   | 特記事項                                                      | 脚注   |
| ---------------- | ---------------------------------------- | ------------------------------------------------------------- | ------ |
| アルメニア       | アルメニア青年共産主義者同盟             | アルメニア共産党系青年団体                                    |        |
| アゼルバイジャン | アゼルバイジャン青年共産主義者同盟       | アゼルバイジャン共産党系青年団体                              |        |
| オーストリア     | オーストリア共産主義青年団               |                                                               |        |
| ベルギー         | 共産主義行動委員会                       | ベルギー労働者党系青年団体                                    |        |
| ブルガリア       | ブルガリア社会主義青年連合               |                                                               |        |
| カナダ           | カナダ青年共産主義者連盟                 | カナダ共産党系青年団体                                        |        |
| カタルーニャ州   | カタルーニャ共産主義青年団               | カタルーニャの共産主義者系青年団体                            |        |
| クロアチア       | クロアチア青年社会主義者                 | クロアチア社会主義労働党系青年団体                            |        |
| チェコ           | 共産主義青年連盟                         | ボヘミア・モラビア共産党系青年団体                            | [ 9 ]  |
| キプロス         | 統一民主青年機構                         | 労働人民進歩党系青年団体                                      | [ 9 ]  |
| デンマーク       | 青年共産主義者                           | デンマーク共産党 (DKP)とデンマーク共産党 (KPiD)の共同青年団体 |        |
| フィンランド     | 共産主義青年連盟                         |                                                               |        |
| フランス         | フランス青年共産主義者運動               | フランス共産党系青年団体                                      |        |
| ジョージア       | ジョージア青年共産主義者同盟             |                                                               |        |
| ドイツ           | 自由ドイツ青年団                         |                                                               |        |
| ドイツ           | 社会主義ドイツ労働者青年団               | ドイツ共産党系青年団体                                        | [ 9 ]  |
| ギリシャ         | ギリシャ共産主義青年団                   | ギリシャ共産党系青年団体                                      | [ 9 ]  |
| ハンガリー       | 左翼戦線・共産主義青年同盟               | ハンガリー労働者党系青年団体                                  |        |
| アイルランド     | コノリー青年運動                         | アイルランド共産党系青年団体                                  |        |
| アイルランド     | 労働者党青年部                           |                                                               |        |
| イタリア         | イタリア共産主義青年連合会               | イタリア共産党系青年団体                                      |        |
| イタリア         | 共産主義青年戦線                         |                                                               |        |
| イタリア         | 共産主義青年団                           | 共産主義再建党系青年団体                                      |        |
| モルドバ         | モルドバ共和国青年共産主義者同盟         | モルドバ共和国共産党系青年団体                                |        |
| ノルウェー       | ノルウェー青年共産主義者                 | ノルウェー共産党系青年団体                                    |        |
| ノルウェー       | ノルウェー青年共産主義連盟               |                                                               |        |
| ポルトガル       | ポルトガル共産主義青年同盟               | ポルトガル共産党系青年団体                                    | [ 9 ]  |
| ロシア           | ロシア連邦レーニン主義青年共産主義者連盟 | ロシア連邦共産党系青年団体                                    |        |
| ロシア           | 革命的共産主義青年同盟(ボリシェビキ)     | ソ連共産党・ロシア共産主義労働者党系青年団体                  |        |
| セルビア         | ユーゴスラビア青年共産主義者同盟         | ユーゴスラビア新共産党系青年団体                              |        |
| スロバキア       | 社会主義青年連合                         | スロバキア共産党系青年団体                                    |        |
| スペイン         | 共産主義青年会議                         | スペイン労働者共産党系青年団体                                |        |
| スペイン         | スペイン共産主義青年同盟                 | スペイン共産党系青年団体                                      | [ 9 ]  |
| スウェーデン     | スウェーデン共産主義青年団               | スウェーデン共産党系青年団体                                  |        |
| スイス           | スイス共産主義青年団                     | スイス労働党系青年団体                                        |        |
| トルコ           | トルコ共産主義青年団                     | トルコ共産党系青年団体                                        | [ 9 ]  |
| ウクライナ       | ウクライナ・レーニン共産主義青年同盟     | ウクライナ共産党系青年団体                                    |        |
| イギリス         | 青年共産主義者連盟                       | 英国共産党系青年団体                                          |        |
| イギリス         | 青年社会主義者                           | 共産主義者同盟系青年団体                                      |        |
| アメリカ         | アメリカ合衆国青年共産主義者同盟         | アメリカ合衆国共産党系青年団体                                | [ 11 ] |

### ラテンアメリカ・カリブ
| 国名           | 団体名                                   | 特記事項                                         | 脚注   |
| -------------- | ---------------------------------------- | ------------------------------------------------ | ------ |
| アルゼンチン   | 共産主義青年連合会                       | アルゼンチン共産党系青年団体                     | [ 9 ]  |
| バルバドス     | 進歩青年同盟                             |                                                  |        |
| ボリビア       | ボリビア共産主義青年団                   | ボリビア共産党系青年団体                         |        |
| ブラジル       | 共産主義前進青年団                       | ルイス・カルロス・プレステス共産主義軸系青年団体 |        |
| ブラジル       | 共産主義青年連盟                         | ブラジル共産党 (PCB)系青年団体                   | [ 9 ]  |
| ブラジル       | 社会主義青年連盟                         | ブラジル共産党 (PCdoB)系青年団体                 | [ 9 ]  |
| ブラジル       | 労働者党青年部                           |                                                  | [ 12 ] |
| チリ           | チリ共産主義青年団                       | チリ共産党系青年団体                             | [ 9 ]  |
| コロンビア     | コロンビア共産主義青年団                 | コロンビア共産党系青年団体                       | [ 9 ]  |
| コスタリカ     | 拡大戦線青年部                           |                                                  | [ 9 ]  |
| キューバ       | 共産主義青年同盟                         | キューバ共産党系青年団体                         | [ 9 ]  |
| エクアドル     | エクアドル共産主義青年団                 | エクアドル共産党                                 |        |
| エクアドル     | エクアドル社会主義青年団                 | エクアドル社会党系青年団体                       |        |
| エルサルバドル | ファラブンド・マルティ民族解放戦線青年部 |                                                  |        |
| エルサルバドル | エルサルバドル共産主義青年団             | エルサルバドル共産党系青年団体                   |        |
| グアテマラ     | グアテマラ民族革命連合青年部             |                                                  |        |
| ガイアナ       | ガイアナ青年学生運動                     | 全国人民改革会議系青年団体                       |        |
| ガイアナ       | ウォルターロドニー青年運動               |                                                  |        |
| メキシコ       | メキシコ共産主義青年団                   | メキシコ共産党系青年団体                         |        |
| メキシコ       | 人民社会青年団                           | 人民社会党系青年団体                             | [ 9 ]  |
| ニカラグア     | 7月19日サンディニスタ青年団              | サンディニスタ民族解放戦線系青年団体             |        |
| パラグアイ     | パラグアイ青年の家                       |                                                  |        |
| ペルー         | ペルー共産主義青年団                     | ペルー共産党系青年団体                           |        |
| ウルグアイ     | 3月26日運動青年部                        |                                                  |        |
| ベネズエラ     | ベネズエラ共産主義青年団                 | ベネズエラ共産党系青年団体                       | [ 9 ]  |
| ベネズエラ     | ベネズエラ統一社会党青年部               |                                                  |        |

### 中東
| 国名         | 団体名                                     | 特記事項                                         | 脚注  |
| ------------ | ------------------------------------------ | ------------------------------------------------ | ----- |
| アルジェリア | アルジェリア青年連合                       | アルジェリア民族解放戦線系青年団体               |       |
| アルジェリア | アルジェリア学生全国連合                   | アルジェリア民族解放戦線系学生団体               |       |
| エジプト     | エジプト進歩青年連合                       | 国民統一進歩党系青年団体                         | [ 9 ] |
| イラク       | イラク民主青年連合会                       | イラク共産党系青年団体                           | [ 9 ] |
| イラク       | イラク共和国学生総連合会                   |                                                  |       |
| イスラエル   | イスラエル青年共産主義者連盟               | イスラエル共産党系青年団体                       | [ 9 ] |
| ヨルダン     | 民主青年連合                               | ヨルダン共産党系青年団体                         |       |
| レバノン     | レバノン民主青年連盟                       | レバノン共産党系青年団体                         | [ 9 ] |
| リビア       | リビア民族青年機構                         |                                                  |       |
| バーレーン   | バーレーン青年協会                         | バーレーン進歩民主護民党系青年団体               | [ 9 ] |
| モロッコ     | イスティクラル党青年部                     |                                                  |       |
| モロッコ     | 人民勢力社会主義同盟青年連盟               |                                                  |       |
| モロッコ     | 社会主義青年団                             | 進歩社会主義党系青年団体                         |       |
| パレスチナ   | パレスチナ学生総連合会                     |                                                  | [ 9 ] |
| パレスチナ   | パレスチナ民主青年連盟                     | パレスチナ解放民主戦線系青年団体                 | [ 9 ] |
| パレスチナ   | パレスチナ青年機構                         | パレスチナ解放人民戦線系青年団体                 |       |
| パレスチナ   | パレスチナ人民党青年部                     |                                                  |       |
| シリア       | シリア・ハーリド＝バクダーシュ民主青年連合 | シリア共産党 (バクダーシュ派)系青年団体          | [ 9 ] |
| シリア       | シリア民主青年連合                         | シリア共産党 (統一派)系青年団体                  |       |
| シリア       | 革命青年連合                               | アラブ社会主義バアス党シリア地域指導部系青年団体 |       |
| クウェート   | 民主青年連合                               | クウェート進歩運動系青年団体系青年団体           |       |
| イエメン     | イエメン青年総連合会                       |                                                  |       |

## 非加盟国・オブザーバ国
| 国名           | 団体名                       | 特記事項                           | 脚注 |
| -------------- | ---------------------------- | ---------------------------------- | ---- |
| 中国           | 中華全国青年連合会           |                                    |      |
| スウェーデン   | 革命的共産主義青年団         | 共産党系青年団体                   |      |
| オランダ       | 共産主義青年運動             | オランダ新共産党系青年団体         |      |
| ルクセンブルク | ルクセンブルク共産主義青年団 | ルクセンブルク共産党系青年団体     |      |
| フランス       | フランス共産主義復興青年団   | フランス共産主義復興の極系青年団体 |      |

## 関連人物
- 笠井亮 - 日本共産党衆議院議員。1982年から3年間、ブダペストの世界民青連本部に常駐[13]。
- 勝山俊介 - 劇作家、批評家、日本共産党員。1958年から5年間、日本民主青年同盟から書記局員として派遣される[14]
- 山口健二 - 政治活動家、作家。日本社会党と日本共産党に二重入党し、共産党の中核自衛隊にも参加した。1952-56年には世界民青連日本代表として東欧やソ連に滞在。
- エンリコ・ベルリンゲル - イタリア共産党書記長。1950-52年、世界民青連議長[15]。